# Santigold
Santi White, född 25 september 1976 i Philadelphia, Pennsylvania, (mer känd under artistnamnet Santigold, tidigare Santogold) är en amerikansk sångare, musikproducent och låtskrivare. Hon släppte sitt debutalbum Santogold 2008. 
Santigold har samarbetat med artister som N.E.R.D, Jay-Z, Kanye West, Lykke Li, Julian Casablancas och Basement Jaxx. Hon har också skrivit låtar till bland andra Lily Allen och Ashlee Simpson.

## Diskografi
Studioalbum
- 2008 – Santogold
- 2012 – Master of My Make-Believe
- 2016 – 99¢
- 2018 – I Don't Want: The Gold Fire Sessions

Mixtape
- 2008 – Top Ranking: A Diplo Dub (med Diplo)

EP
- 2009 – iTunes: Live from SoHo

Singlar (urval)
- 2007 – "Creator"
- 2008 – "My Drive Thru" (med Julian Casablancas och N.E.R.D)
- 2008 – "Lights Out"
- 2008 – "Say Aha"
- 2012 – "Disparate Youth"

Som bidragande artist (singlar i urval)
- 2008 – "Brooklyn Go Hard" (Jay-Z med Santogold)
- 2009 – "Gifted" (N.A.S.A. med Santogold, Kanye West och Lykke Li)
- 2010 – "Please Don't" (med David Byrne och Fatboy Slim)
- 2011 – "Don't Play No Game That I Can't Win" (Beastie Boys med Santigold)
- 2011 – "Car Song" (Spank Rock med Santigold)

Som låtskrivare (urval)
- 2006 – "Littlest Things" (från albumet Alright, Still med Lily Allen)
- 2008 – "Outta My Head (Ay Ya Ya)" (från albumet Bittersweet World med Ashlee Simpson)
- 2010 – "Running Out" (från albumet Night Work med Scissor Sisters)